# Everybody's Got Something to Hide Except Me and My Monkey
«Everybody's Got Something to Hide except Em and My Monkey» («Tots tenen alguna cosa a amagar excepte jo i el meu simi») - és una cançó escrita per John Lennon (acreditada a Lennon / McCartney) i interpretada per The Beatles en el seu àlbum de 1968 The Beatles, també conegut com The White album.

## Origen
L'any 1980, Lennon va comentar sobre el tema: «Només es tractava d'una frase simpàtica que vaig convertir en cançó. Era sobre mi i Yoko. Tothom semblava estar paranoic, menys nosaltres que estàvem molt enamorats. Tot és claríssim quan estàs enamorat. La gent es posava una mica tibant amb nosaltres: Ja saps, «Què fa ella aquí en l'assaig?» «Per què està ella amb ell?" Tota era una bogeria simplement perquè resulta que volíem estar junts tot el temps.»
El títol de la cançó és la més llarga de tots els temes de The Beatles. Segons George Harrison, la primera part del títol es referia a una frase del Maharishi Mahesh Yogi. No obstant això, Harrison no sabia d'on venia la resta («… except mr and my monkey"). McCartney creu que es tractava d'una referència a l'heroïna, droga que consumia ocasionalment Lennon. Sobre això, Lennon va explicar en una entrevista: «No la injectàvem en vena, esnifàvem una mica quan estàvem molt dolguts pel que els Beatles i els seus amics ens estaven fent a Yoko i a mi.»

## Enregistrament
La versió llançada en l'àlbum, va ser gravada als estudis Abbey Road, el 27 de juny de 1968. Un dels aspectes més interessants de la cançó és la tècnica de Paul per convertir una campana de bombers en un instrument més. La cançó es va gravar a una velocitat inferior a la de reproducció, i per això una presa de 3'07" es va transformar en 2'25». Això li dona a les guitarres distorsionades una sensació fins i tot més accelerada, convenientment accentuada per la veu de John.

## Personal
- John Lennon - veu, crits (loops), guitarra, palmells.
- Paul McCartney - cors, baix, campana, palmells.
- George Harrison - cors, guitarra, palmells.
- Ringo Starr - bateria, percussió, palmells.